# 哈莉瑪蘇丹
哈莉姆蘇丹（حلیمه سلطان，Halime Sultan）是奧斯曼帝國蘇丹穆罕默德三世的妻子。她與穆罕默德三世的長子馬哈茂德皇子在伊斯坦堡非常受耶尼切里軍團歡迎。迷信的哈莉姆蘇丹聯繫了一位預言家，以探知自己的兒子是否會成為下一任蘇丹以及丈夫會在位多久。預言家回應表示：穆罕默德三世將在六個月內死去，並由馬哈茂德繼位蘇丹。然而此訊息被後宮的吉茲拉阿迦攔截，並上報蘇丹本人與皇太后莎菲耶蘇丹。穆罕默德三世隨後處死了馬哈茂德皇子。
穆罕默德三世於1603年去世，由艾哈邁德一世繼位。當1617年艾哈邁德一世死於斑疹傷寒後，哈莉姆蘇丹與穆罕默德三世的次子穆斯塔法一世成為下任蘇丹，哈莉瑪蘇丹成為蘇丹皇太后，並為有精神症狀的穆斯塔法擔任攝政。攝政期間她任命女婿卡拉·達烏德帕夏作為大維齊爾。1623年穆斯塔法一世被迫退位，哈莉姆蘇丹在不久後去世。